# 楢崎功祐
楢崎 功祐（ならざき こうすけ、1982年1月29日 - ）は、地方競馬・大井競馬場に所属していた元騎手である。

## 来歴
一般家庭に生まれ育つが、小中学生時代に同年代の親戚が「ダービースタリオン」をやっているのを見て競馬に興味を持ち始める。その後福山競馬場の調教師と知り合いだった親戚のつてで厩舎の見習いとなる。
1999年9月29日付で地方競馬騎手免許を取得。同年10月23日第11回福山競馬1日目第1競走アラブ系3歳一般戦トライバルラブで初騎乗（10頭立て2番人気4着）。同年11月1日第11回福山競馬6日目第4競走アラブ系4歳一般戦をプレジャーで優勝（10頭立て3番人気）し、初勝利。
2001年9月10日第16回全日本新人王争覇戦出場（12人中9位）。
2002年地方競馬通算100勝達成。
2004年1月2日第15回福山競馬3日目第9競走第39回福山大賞典を主戦であった岡崎準が負傷のため、代打で騎乗したユキノホマレで優勝（9頭立て2番人気）し、重賞初制覇。
2007年1月14日第16回福山競馬1日目に地方競馬通算400勝達成。
2008年7月7日第6回福山競馬3日目第3競走サラブレッド系3歳5組条件戦をリュウセイグンで優勝（7頭立て7番人気）し、地方競馬通算500勝達成。同年福山競馬上半期リーディングジョッキー獲得。同年スーパージョッキーズトライアル2008出場（総合6位）。
2009年福山競馬上半期リーディングジョッキー獲得。同年スーパージョッキーズトライアル2009に出場。
2010年10月3日第8回福山競馬1日目第7競走3歳2組条件戦をゼアグートで優勝（9頭立て5番人気）し、地方競馬通算700勝達成。
2012年3月6日から2013年3月17日の間、韓国・釜山慶南競馬場で期間限定騎乗をした。韓国での通算成績は316戦68勝・2着59回・3着65回。
2013年4月、福山競馬の廃止に伴い、大井競馬場に移籍した。
2014年8月13日大井で行われた黒潮盃をスマイルピースで制し、大井移籍後重賞初勝利。同年12月11日浦和競馬第2競走をユーアレディで制し、地方競馬通算1000勝を達成した。
2016年1月11日付で東京都騎手会に所属を移す。
2020年12月31日付で自己都合のため騎手を引退。落馬負傷の入院手術後、かかとの痛みがよくならず、約2年前から引退を考えていたという。奇しくも最後の騎乗地は福山時代の同僚が多く所属していた高知競馬であった（翌年1月2日までの予定で期間限定騎乗をしていた）。
地方通算成績は13641戦1216勝・2着1325回・3着1433回・勝率8.9%・連対率18.6%。
引退後の2021年からは浦和競馬場・藤原智行厩舎のスタッフとして勤務している。
2024年3月15日に発表された令和5年度第3回調教師・騎手免許試験において調教師補佐に合格し、同年4月1日付けで調教師補佐に転身する。

## 人物
楢崎の勝負服のデザインは、中央競馬においてディープインパクトなどを所有した金子真人（金子真人ホールディングス）の馬主別勝負服と同一デザインの「黒・黄鋸歯型・袖青」を使用していた。楢崎はこれについて、「地方競馬教養センター時代の競馬中継で見たトゥザヴィクトリーに憧れ、同じデザインにした」と語っている。

## 主な騎乗馬
- ユキノホマレ（2004年福山大賞典）
- アポロセンスイ（2004年瀬戸内賞）
- ヒミツノボタン（2005年福山3歳牝馬特別）
- ミスジョージ（2006年ヤングチャンピオン、2007年クイーンカップ）
- フジノコウザン（2007年金杯）
- サンディナナ（2008年福山ダービー、福山3歳牝馬特別）
- フォーインワン（2009年ヤングチャンピオン、2010年キングカップ、福山ダービー、福山王冠）
- ビービーバイラ（2010年ファイナルグランプリ、2011年クイーンカップ）
- フレアリングマリー（2011年福山3歳牝馬特別、鞆の浦賞、福山王冠）
- スマイルピース（2014年黒潮盃）